# Eric Carr
Paul Charles Caravello (født 12. juli 1950, død 24. november 1991), bedre kendt under sit scenenavn Eric Carr, var en amerikansk musiker og multiinstrumentalist, der var trommeslager for rockbandet Kiss fra 1980 til 1991. Caravello blev valgt som den nye Kiss-trommeslager efter at Peter Criss rejste, hvorefter han valgte scenenavnet "Eric Carr" og optog The Fox-persona. Han forblev medlem af Kiss indtil sin død af hjertekræft den 24. november 1991, i en alder af 41.